# Nikolaus Rippel
Nikolaus Rippel (* 4. Juni 1594 in Basel; † 15. März 1666 ebenda) war ein Schweizer Politiker.

## Leben
Nikolaus Rippel, Sohn eines Glasmalers und Politikers, arbeitete 1612–1615 als Kanzlist in Salzburg und ab 1616 in Basel. 1637–1654 war er in seiner Vaterstadt Ratschreiber und 1654–1658 Stadtschreiber. 1658 wurde er zum Oberstzunftmeister und 1660 zum Bürgermeister gewählt. Für seine Vaterstadt unternahm er über 60 Gesandtschaften. Er war einer der letzten Basler Bürgermeister, die dem Handwerkerstand entstammten und war eng befreundet mit dem gleichaltrigen Johann Rudolf Wettstein.